# 林縣 (堪薩斯州)
林縣（英語：Linn County，簡稱LN）是美國堪薩斯州東部的一個縣，東鄰密蘇里州。面積1,570平方公里。根據2000年美國人口普查，共有人口9,570。縣治芒德城（Mound City）。
成立於1867年2月26日。縣名紀念代表密蘇里州的聯邦參議員劉易斯·菲爾茨·林（Lewis Fields Linn）。